# Henry Augustus Buchtel
Henry Augustus Buchtel, född 30 september 1847 i Akron, Ohio, död 22 oktober 1924 i Denver, Colorado, var en amerikansk republikansk politiker och präst. Han var guvernör i delstaten Colorado 1907–1909.

## Biografi
Buchtel avlade sin master i teologi vid Indiana Asbury University (numera DePauw University) och gifte sig med Mary Nelson Stevenson. Det nygifta paret verkade som metodistmissionärer i Bulgarien men var tvungna att återvända till USA på grund av hustruns tyfus och tuberkulos. Buchtel blev känd som metodistpastor i olika delar av USA innan han blev församlingspastor i Denver. Församlingen Trinity Methodist Church växte till den största i Colorado under Buchtels fem år i tjänsten. Karriären som präst fortsatte sedan i Indiana och i New Jersey innan Buchtel år 1899 återvände till Denver för att tillträda som rektor vid University of Denver.
Det omstridda guvernörsvalet av år 1904 hade skadat tilltron till politikerna i Colorado. Demokraterna led av inre splittring i guvernörsvalet 1906 som Buchtel vann. Ekonomiskt gick det bra för Colorado under Buchtels tid som guvernör och han kunde satsa på utbyggnaden av delstatens skolnät. Guvernören ville dessutom specifikt utnyttja fångar som arbetskraft i de talrika vägbyggeprojekten och som resultat uppstod bland annat den goda vägförbindelsen till Trinidad i södra Colorado. Buchtel efterträddes 1909 som guvernör av demokraten John F. Shafroth.
Buchtel fortsatte sin karriär som rektor vid University of Denver men var år 1920 tvungen att avgå av hälsoskäl. Hans grav finns på Fairmount Cemetery i Denver.